# Amerykańskie Muzeum Historii Naturalnej
Amerykańskie Muzeum Historii Naturalnej (ang. American Museum of Natural History) – położone na Manhattanie przy 79 ulicy i Central Park West w Nowym Jorku.
Jest jednym z najbardziej znanych muzeów historii naturalnej na świecie. Zostało założone w 1869. Obejmuje teren o powierzchni 81 tys. m² i składa się z 25 połączonych ze sobą budynków. Jego zbiory liczą ponad  130 mln eksponatów, na które składają się gatunki organizmów oraz artefakty, dwa nowoczesne laboratoria molekularne oraz jedną z największych na półkuli zachodniej bibliotek o historii naturalnej. Personel muzeum to ponad 1200 osób. Muzeum jest sponsorem ponad 100 wypraw naukowych każdego roku.
Muzeum pełni ważną funkcję edukacyjną. Jest odwiedzane corocznie przez prawie 5 mln zwiedzających w tym wielu nauczycieli z uczniami oraz zwykłych obywateli.
Na terenie muzeum rozgrywała się akcja filmu Noc w muzeum i Noc w muzeum 2 oraz Noc w muzeum: Tajemnica grobowca.

## Galeria

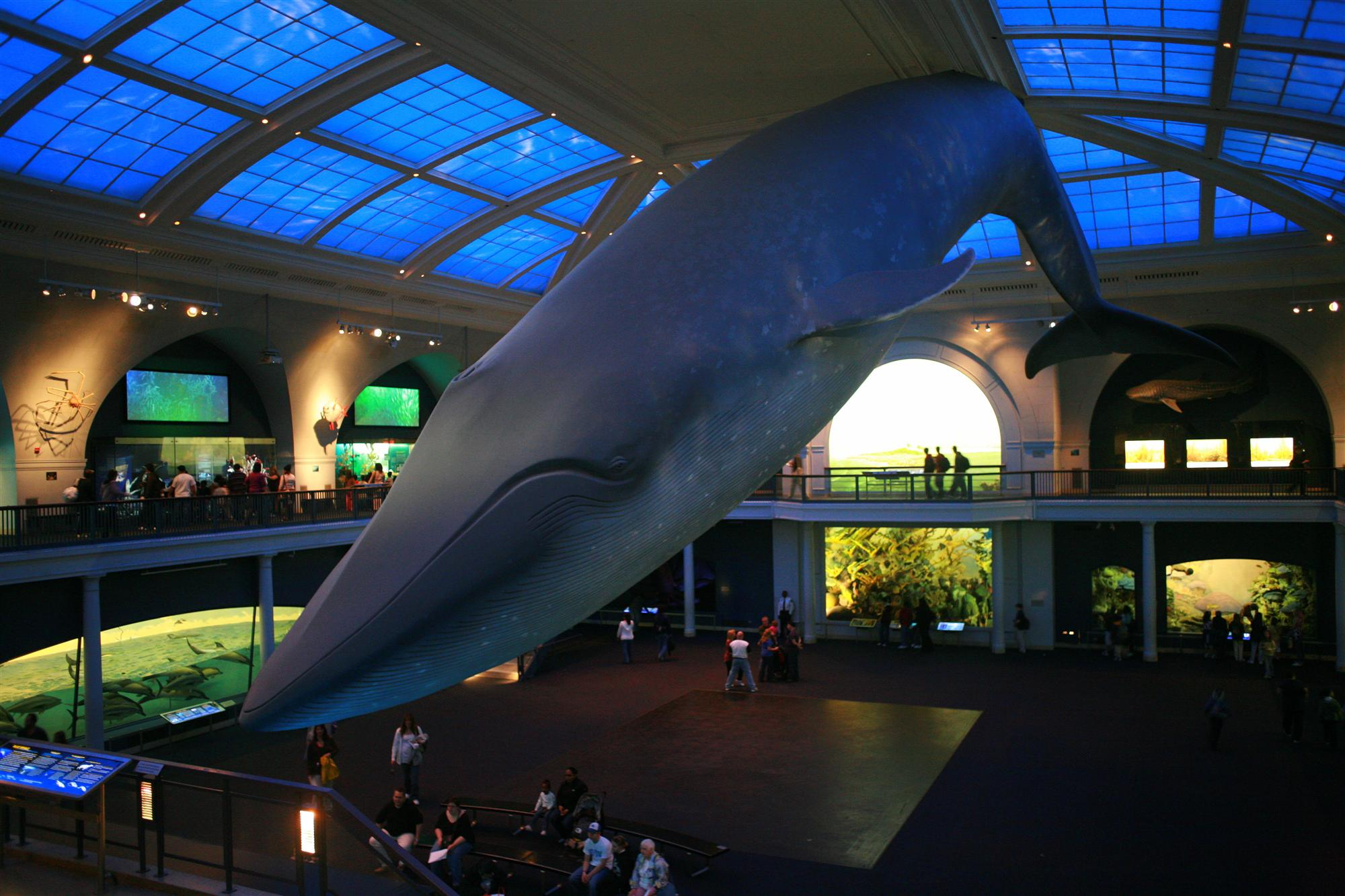
Model płetwala błękitnego
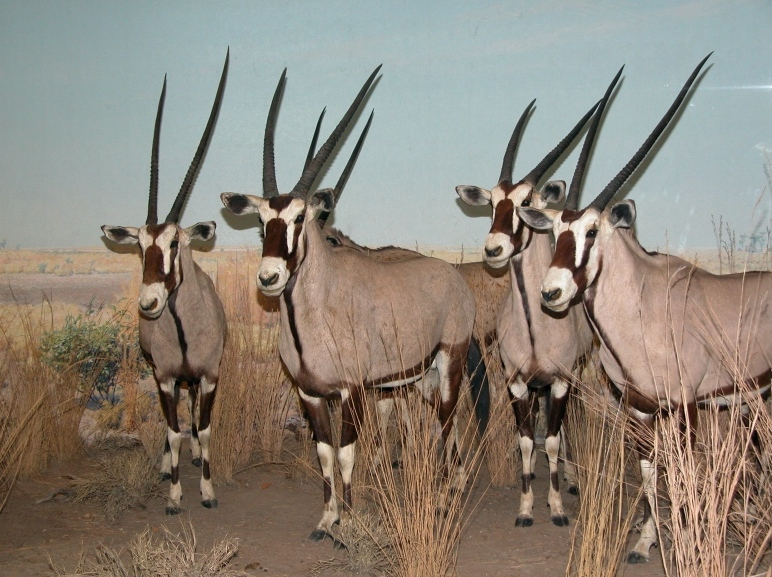
Diorama ssaków
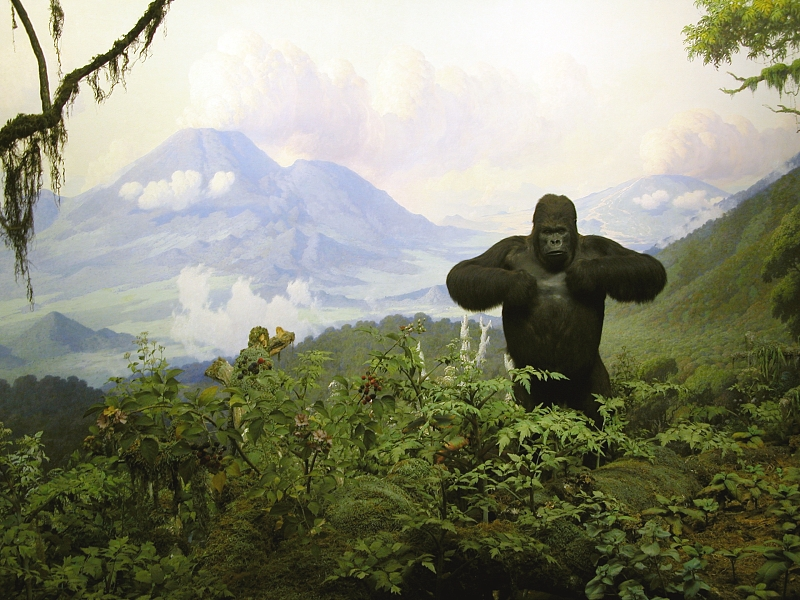
Diorama ssaków
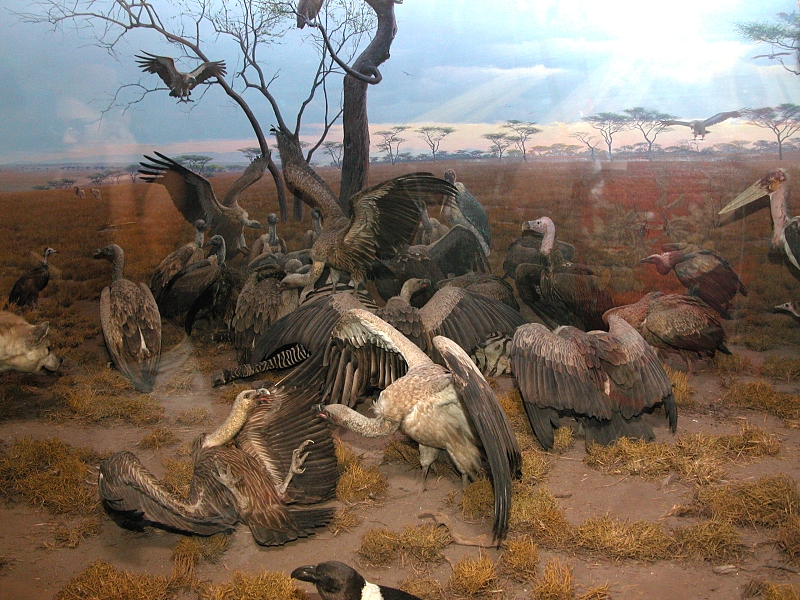
Diorama ptaków
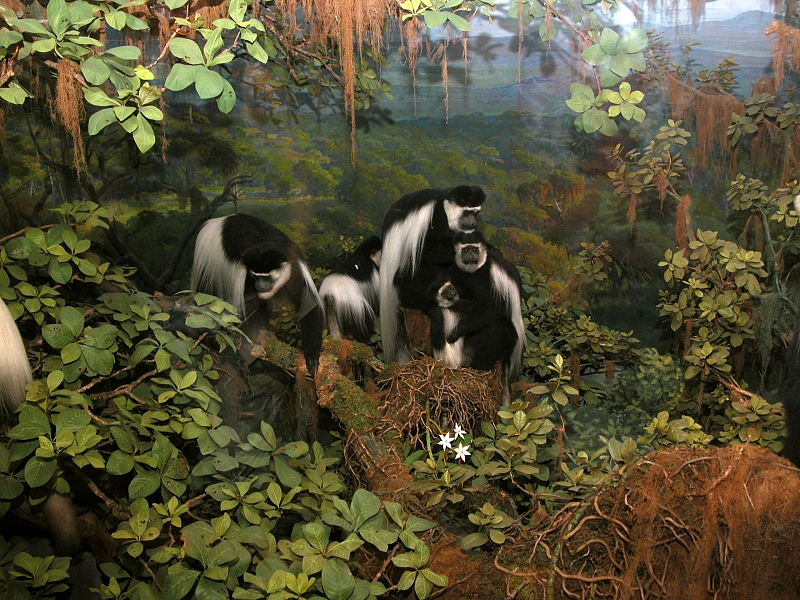
Diorama ssaków
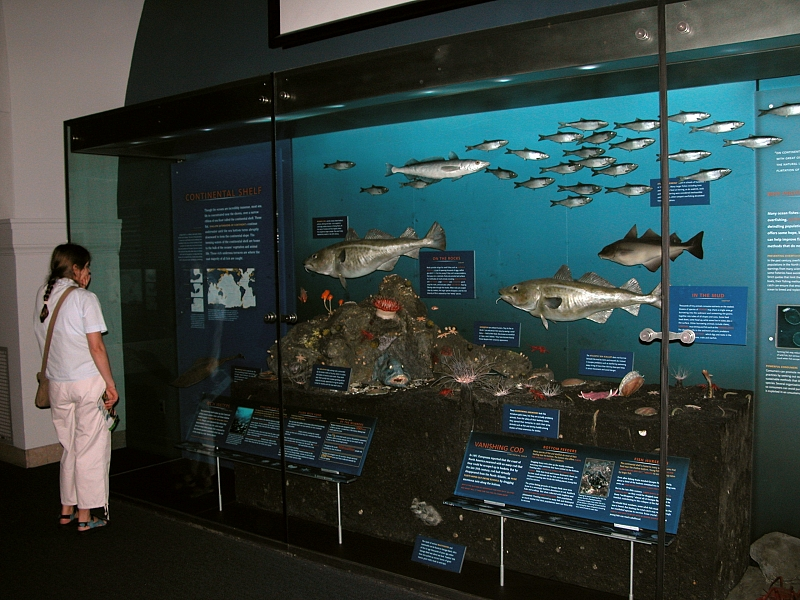
Życie w oceanie
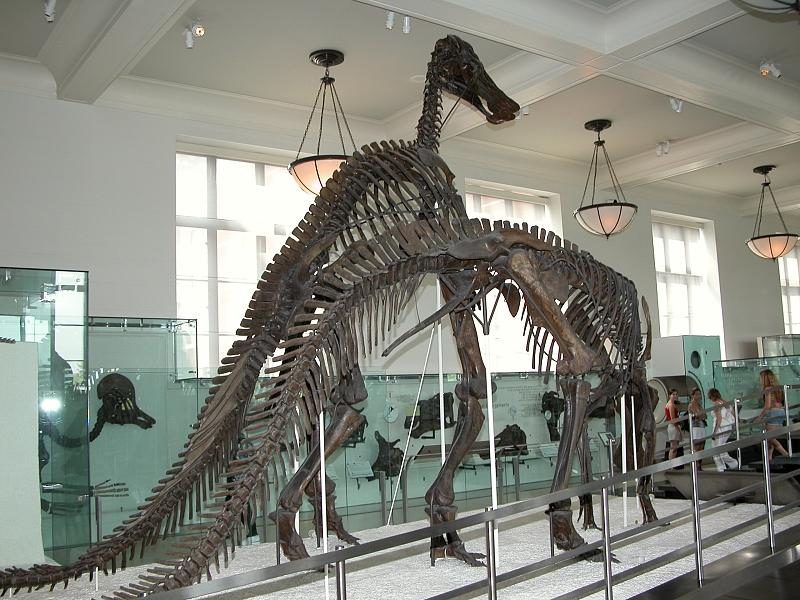
Dinozaury
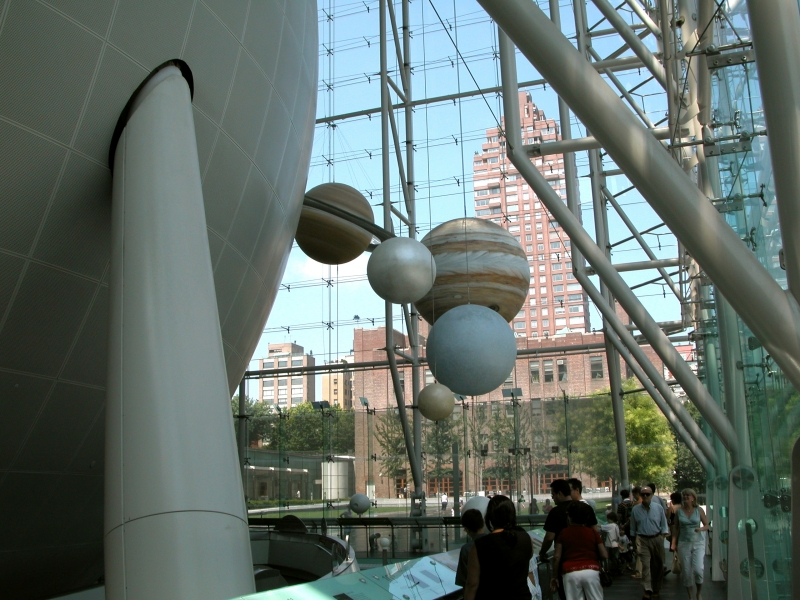
Planetarium